# Giacomo Matteotti

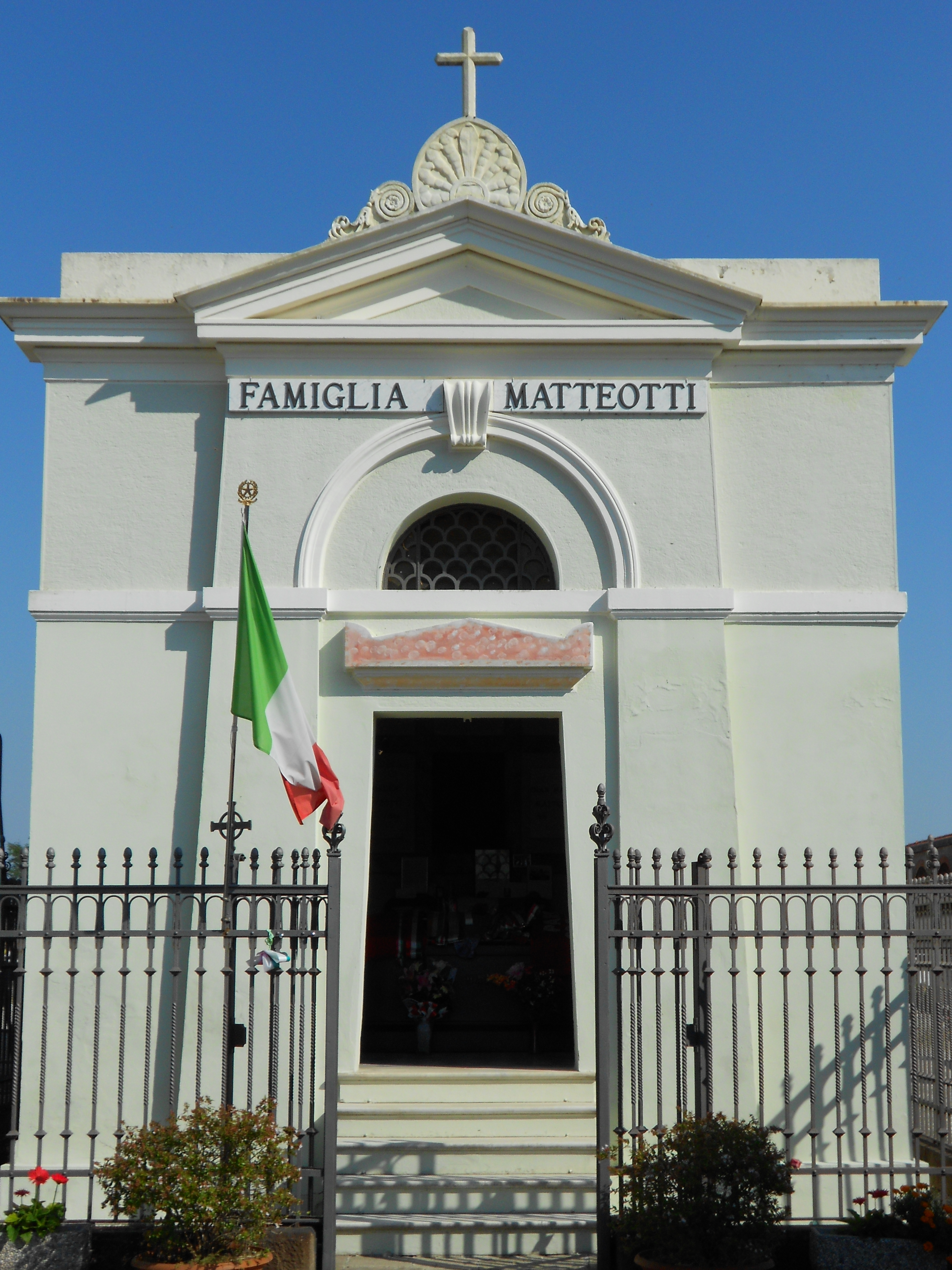
Grób Giacomo Matteotti, Fratta Polesine, Rovigo

Giacomo Matteotti (ur. 22 maja 1885 w Fratta Polesine, zm. 10 czerwca 1924 niedaleko Rzymu) – włoski polityk socjalistyczny, zamordowany przez bojówkarzy faszystowskich.

## Życiorys
Giacomo Matteotti urodził się we Fratta Polesine, w pobliżu Rovigo. Ukończył prawo na Uniwersytecie Bolońskim. Od wczesnych lat brał udział w działalności Włoskiej Partii Socjalistycznej. Sprzeciwiał się włoskiemu uczestnictwu w I wojnie światowej (dlatego został internowany na Sycylii w czasie konfliktu). Jako następca Filippo Turatiego został liderem Zjednoczonej Partii Socjalistycznej (Włoch) w Izbie Deputowanych. Często opowiadał się przeciwko faszyzmowi i Benito Mussoliniemu. Jako czołowy działacz opozycji antyfaszystowskiej był ceniony zarówno we Włoszech jak i za granicą.
Matteotti został w tajemniczych okolicznościach zamordowany w czerwcu 1924 roku po tym, jak opublikował swoją książkę Zdemaskowani faszyści: rok faszystowskiej dominacji i wygłosił dwie długie i ostre w tonie mowy w Izbie Deputowanych, które odkrywały prawdziwe oblicze Mussoliniego i jego brutalne metody walki politycznej. Pięciu ludzi (Amerigo Dumini – prominentny działacz faszystowski, Giuseppe Viola, Albino Volpi, Augusto Malacria i Amleto Poveromo) zostało aresztowanych i oskarżonych o zbrodnię. Tylko trzech zostało skazanych, a po 2 miesiącach uwolnionych na mocy amnestii ogłoszonej przez króla Wiktora Emanuela III. Szósty zabójca – Filippo Panzeri zbiegł z więzienia (raczej pozwolono mu uciec). Jest bardzo prawdopodobne, że udział w morderstwie miał Mussolini, który w parlamencie 3 stycznia 1925 powiedział, że "sam na siebie bierze odpowiedzialność za wszystko, co się stało".
Większość historyków twierdzi, że Mussolini wiedział o planowanym morderstwie Matteottiego, ale nie wydał rozkazu wykonania zbrodni. Matteotti został skrępowany i wrzucony do samochodu, otrzymał wiele ciosów nożem po tym, jak próbował się oswobodzić. Jego ciało – po poszukiwaniach przez żonę – zostało znalezione w odległości kilkunastu kilometrów od Rzymu. Natomiast dla zagorzałych faszystów w całych Włoszech, sami mordercy stali się bohaterami.
Śmierć Matteottiego wywołała falę oburzenia przeciwko faszystom, a on sam stał się bohaterem antyfaszystowskiego oporu. W odwecie zagrożono strajkiem generalnym, przez chwilę wydawało się, że presja wewnętrzna i zagraniczna zmusi króla do podjęcia jakichś kroków. Jednak władca, który znajdował silne oparcie w Mussolinim, obawiał się, że jeżeli podjąłby przeciw niemu jakieś działania, mógłby stracić tron na rzecz swojego kuzyna, dlatego zdecydował się nic nie robić. Wkrótce Mussolini, który posiadał kontrolę nad całymi mediami, zdołał opanować sytuację. Zamordowanie Matteottiego przyczyniło się także na chwilę do skonsolidowania partii opozycyjnych (szczególnie lewicowych).

## Upamiętnienie
Ku jego pamięci organizowany jest wyścig kolarski - Trofeo Matteotti.